# Berrouaghia
Berrouaghia är en ort i Algeriet.   Den ligger i provinsen Médéa, i den norra delen av landet, 70 km söder om huvudstaden Alger. Berrouaghia ligger 946 meter över havet och antalet invånare är 80 573.
Terrängen runt Berrouaghia är huvudsakligen kuperad, men den allra närmaste omgivningen är platt. Terrängen runt Berrouaghia sluttar söderut.Runt Berrouaghia är det ganska tätbefolkat, med 108 invånare per kvadratkilometer. Det finns inga andra samhällen i närheten. Trakten runt Berrouaghia består till största delen av jordbruksmark.